# Aphaenops
Aphoenops
Genre
Synonymes
- Aphoenops Bonvouloir, 1862

Aphaenops, originellement orthographié Aphoenops, est un genre de coléoptères de la famille des Carabidae. 
Ce genre comprend une quarantaine d'espèces, toutes endémiques de la chaîne des Pyrénées. 34 de ces espèces sont protégées en France,.

## Taxonomie
La description du genre est publiée en 1862. Il est décrit par Henry de Bonvouloir sous la graphie originelle Aphoenops. Par la suite et ce dès 1864, le genre est utilisé avec l'orthographe Aphaenops, et la graphie originelle ne resurgit qu'en 2003. En s'inspirant de ce que le code international de nomenclature zoologique traite comme équivalent le oe et le ae pour les noms d'espèces, et pour s'aligner sur l'usage majoritaire sur près de 150 ans, Faille et al. proposent en 2010 de ne pas utiliser l'orthographe Aphoenops mais plutôt Aphaenops.

### Espèces
- Aphaenops laurenti (Pyrénées)
- Aphaenops loubensi (Pyrénées)
- Aphaenops bessoni (Pyrénées)
- Aphaenops (Aphaenops) jeanneli (Pyrénées)
- Aphaenops (Aphaenops) leschenaulti (Pyrénées)
- Aphaenops (Arachnaphaenops) alberti
- Aphaenops (Arachnaphaenops) pluto
- Aphaenops (Arachnaphaenops) tiresias
- Aphaenops (Cerbaphaenops) bonneti
- Aphaenops (Cerbaphaenops) bouilloni
- Aphaenops (Cerbaphaenops) bourdeaui
- Aphaenops (Cerbaphaenops) carrerei
- Aphaenops (Cerbaphaenops) cerberus
- Aphaenops (Cerbaphaenops) crypticola
- Aphaenops (Cerbaphaenops) delbreili
- Aphaenops (Cerbaphaenops) hustachei
- Aphaenops (Cerbaphaenops) mariaerosae
- Aphaenops (Cerbaphaenops) michaeli
- Aphaenops (Cerbaphaenops) parallelus
- Aphaenops (Cerbaphaenops) sioberae
- Aphaenops (Cerbaphaenops) vandeli
- Aphaenops (Geaphaenops) coiffaitianus
- Aphaenops (Geaphaenops) linderi
- Aphaenops (Geaphaenops) queffeleci
- Aphaenops (Geaphaenops) rebereti
- Aphaenops (Geaphaenops) rhadamanthus